# کوهی هاتوری (بازیکن فوتبال، زاده ۲۰۰۰)
کوهی هاتوری (ژاپنی: 服部 航平؛ زادهٔ ۲۲ اوت ۲۰۰۰) یک بازیکن فوتبال اهل ژاپن است.
از باشگاه‌هایی که در آن بازی کرده‌است می‌توان به باشگاه فوتبال کیوتو سانگا اشاره کرد.